# 向島郵便局
向島郵便局（むこうじまゆうびんきょく）は東京都墨田区にある郵便局。民営化前の分類では集配普通郵便局であった。

## 概要
住所：〒131-8799 東京都墨田区東向島2-32-25

## 沿革
- 1923年（大正12年）12月1日 - 東京府南葛飾郡寺島町に寺島郵便局（二等郵便局）として開局[1]。
- 1932年（昭和7年）10月1日 - 向島郵便局に改称[2]。
- 1945年（昭和20年）5月1日 - 廃止。取扱業務は本所郵便局が承継[3]。
- 1945年（昭和20年）9月10日 - 向島区寺島六丁目に本所郵便局向島分室を設置[4]。
- 1968年（昭和43年）7月1日 - 郵便番号導入に伴い墨田区は横十間川を境に南は〒130、北は〒131となり、向島分室の担当地域は〒131となる。
- 1970年（昭和45年）7月20日 - 本所郵便局向島分室を廃止、墨田区東向島二丁目に向島郵便局を開局[5]。
- 1975年（昭和50年）7月20日 - 風景入通信日付印の使用を開始。
- 1999年（平成11年） - 外国通貨の両替および旅行小切手の売買に関する業務取扱を開始。
- 2007年（平成19年）10月1日 - 民営化に伴い、併設された郵便事業向島支店に一部業務を移管。
- 2012年（平成24年）10月1日 - 日本郵便株式会社の発足に伴い、郵便事業向島支店を向島郵便局に統合。
- 2016年（平成28年）7月25日 - ゆうゆう窓口の24時間営業を廃止。

## 取扱内容
- 郵便、印紙、ゆうパック、内容証明
- 貯金、為替、振替、振込、国際送金、外貨両替、国債、投資信託
- 生命保険、バイク自賠責保険、自動車保険、がん保険、引受条件緩和型医療保険
- ゆうちょ銀行ATM
- 墨田区内の一部地域（〒131-xxxx）の集配業務
- ゆうゆう窓口

## 周辺
- 墨田区曳舟文化センター
- 東京都立墨田川高等学校
- 国道6号

## アクセス
- 東武伊勢崎線・亀戸線 曳舟駅もしくは京成押上線 京成曳舟駅からそれぞれ約300m（徒歩約4分）
- 都営バス 墨田区曳舟文化センター前停留所下車
- 首都高速6号向島線 向島出入口から南東へ約700m
- 駐車場あり：3台